# Carson (Iowa)
Carson – miasto w Stanach Zjednoczonych, w stanie Iowa, w hrabstwie Pottawattamie. 

## Demografia
Zgodnie ze spisem statystycznym z 2000, miasto liczyło 668 mieszkańców. W 2023 liczba mieszkańców wzrosła do 766 osób, a gęstość zaludnienia przekroczyła 547 osób/km².